# 樣板 (檔案格式)
在檔案格式中的文件範本（document template）是許多应用程序中的功能，可以定義特殊的非執行檔，可以符合特定的應用。例如公司可以指定會議記錄的格式，作成文件範本，同仁即可使用此一範本製作會議記錄。
有些应用程序的文件範本會有不同的文件扩展名，讓使用者知道此一檔案是讓使用者可以以此為基礎，產生其他的文件

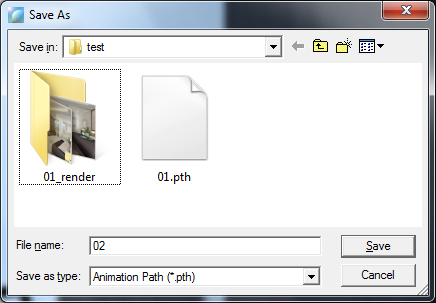
Save As ... 檔案對話框

應用程式的Save As ... 檔案對話框中可以指定為文件範本的檔案。
以文字处理器Microsoft Word為例，其文件和文件範本的文件扩展名不同：在Microsoft Office 2003中，.dot是文件範本的扩展名，一般文件則是.doc。在Microsoft Office 2007中，.dotx文件範本的扩展名，一般文件則是.docx。
在开放文档格式的規格書中也有提到範本，其文件扩展名為.ott。
在Adobe Dreamweaver中，範本的其文件扩展名為是.dwt。

## Word的樣板
Microsoft Word可以創建版面樣板，也可以創建內容的樣板。
版面樣板（layout template）是有關文件風格的風格指南，其中會有一章節說明如何使用此文件中的styles。
內容樣板（content template）是會列出此文件需要有的內容（或是範例），可以以此修改，來符合使用者的需要。
此處的「樣板」是指「事先有規劃格式的檔案類型，使用者可以依此快速的產生特定的檔案。」其中已有字形、字體大小、顏色等格式以及背景等內容，不過使用者仍然可以修改這些內容。「樣板」也是指針對特定文件（例如履歷），已經準備好的範本資源。使用者可以直接下載使用，不需自行從頭創建需要的文件。